# 津島隆一
津島 隆一（つしま りゅういち、1948年9月21日 - ）は、日本の地方公務員。東京都港湾局長を経て、社長不在の新銀行東京で代表執行役に就任し、経営難に陥っていた同行の経営再建にあたった。

## 来歴・人物
1972年東北大学法学部卒業、東京都庁入庁、財務局。1999年東京都住宅局管理制度改善担当部長。2000年東京都港湾局開発部長。2001年東京都港湾局総務部長。
2003年東京都出納長室理事。同年から新銀行東京の設立準備を統括し、2004年には東京都新銀行設立本部長に就任。2005年東京都港湾局長。
2007年には多額の不良債権を抱えて経営危機に陥っていた新銀行東京代表執行役に就任。従業員の詐欺事件発覚を受け、金融庁に業務改善計画を提出し、内部管理体制の強化などを行い、経営再建にあたった。
2009年東京熱供給代表取締役社長。2011年NTT都市開発特別参与。2012年NTT都市開発取締役東海支店担当、中国支店担当、九州支店担当、北海道支店担当。2013年NTT都市開発取締役不動産投資推進部担当、東海支店担当、北海道支店担当。同年NTT都市開発取締役戦略プロジェクト担当。2018年瑞宝小綬章受章。